# سلو ستارت
سلو ستارت (باليابانية: スロウスタート، بالروماجي: Surou Sutāto) (بالإنجليزية: Slow Start)‏ هي سلسلة مانغا يابانية من تأليف يويكو توكومي نشرت من قبل هوبونشا في مجلة مانغا تايم كيرارا منذ عام 2013،  إنتج المانغا إلى أنمي تلفزيوني من قبل استوديو كلوفر وركس، عرض الأنمي في 7 يناير عام 2018 واستمر عرضه حتى 25 مارس عام 2018، وتكون من 12 حلقة.

## القصة
تدور أحداث القصة عن هانا إيتشينوسي، هي فتاة رسبت في اختبارات المدرسة الثانوية، بسبب المرض، تلتحق بالمدرسة الثانوية بعد عام من الموعد المقرر، وتقرر أن تخفي حقيقة أنها تكبر الطلاب عامًا واحدًا.

## الشخصيات
هانا إيتشينوسي (باليابانية: 一之瀬 花名، بالروماجي: Ichinose Hana)
مؤدية الصوت: رينا كوندو
إيكو توكورا (باليابانية: 十倉 栄依子، بالروماجي: Tokura Eiko)
مؤدية الصوت: تومومي مينيوتشي
كاموري سينغوكو (باليابانية: 千石 冠، بالروماجي: Sengoku Kamuri)
مؤدية الصوت: ماريا ناغاناوا
تاماتي موموتشي (باليابانية: 百地 たまて، بالروماجي: Momochi Tamate)
مؤدية الصوت: أياسا إيتو
كيوسي إينامي (باليابانية: 榎並 清瀬، بالروماجي: Enami Kiyose)
مؤدية الصوت: مانامي نوماكورا
شيون كيوزوكا (باليابانية: 京塚 志温، بالروماجي: Kyōzuka Shion)
مؤدية الصوت: ماو إيتشيميتشي
هيروي هانين (باليابانية: 万年 大会، بالروماجي: Hannen Hiroe)
مؤدية الصوت: مآيا أوتشيدا
ميكي توكورا (باليابانية: 十倉 光希، بالروماجي: Tokura Miki)
مؤدية الصوت: توموري كوسونوكي
هازوكي إيتشينوسي (باليابانية: 之瀬 葉月، بالروماجي:  Ichinose Hazuki)
مؤدية الصوت: يوكو هيكاسا
تاكيرو إيتشينوسي (باليابانية: 一之瀬 健، بالروماجي: Ichinose Takeru)
مؤدي الصوت: ريكيا كوياما

## أنظر أبضا
الأنمي في 2018

## وصلات خارجية
- موقع الأنمي الرسمي (باليابانية)
- سلو ستارت على موقع ANN manga (الإنجليزية)